# ایلان رامون
ایلان رامون (به عبری: אילן רמון) خلبان نیروی هوایی ارتش اسرائیل و اولین فضانورد اسرائیلی بود که در حادثه انفجار فضاپیمای کلمبیا در حال بازگشت به جو زمین کشته شد. وی از دریافت‌کنندگان مدال افتخار فضایی کنگره آمریکا، نشان تقدیر رئیس ستاد و از قهرمانان ملی در کشور اسرائیل محسوب می‌شود.

## خانواده
ایلان رامون در شهر رمت گن به دنیا آمد، اما در شهر بئرشبع در صحرای نگب بزرگ شد. مادر و مادربزرگ وی از بازماندگان هولوکاست (نسل کشی یهودیان توسط آلمان نازی) بودند.
وی دارای چهار فرزند از همسرش به نام رونا بود. فرزندان وی شامل سه پسر و یک دختر بودند. فرزند ارشد وی به نام اساف که در زمان مرگ پدرش، تنها پانزده سال داشت، پس از رسیدن به سن هیجده سالگی به نیروهای دفاعی اسرائیل پیوست و با موفقیت دوره دانشکده نیروی هوایی را پشت سر گذاشت و به عنوان «دانشجوی برجسته» فارغ‌التحصیل شد و به درجه ستوانی نائل آمد.
اساف در سن ۲۱ سالگی، بر اثر سقوط هواپیمای جنگنده‌اش در حین آموزش هوایی در نزدیکی حبرون در کرانه باختری رود اردن کشته شد.

## دستاوردها
ایلان رامون، یکی از خلبانان نیروی هوایی اسرائیل بود که در سال ۱۹۸۱ میلادی و در جریان جنگ ایران و عراق به تأسیسات اتمی عراق، به نام اوسیراک حمله کرد و با موفقیت عملیات نابودی نیروگاه اتمی اوسیراک را به پایان رساند.
ایلان رامون به جدایی دین از سیاست باور داشت، اما دارای باورهای مذهبی نیز بود و اولین فضانورد یهودی بود که مراسم روز شنبه (شابات) یهودی را در فضا به جای آورد.